# Гонио-Апсаросская крепость

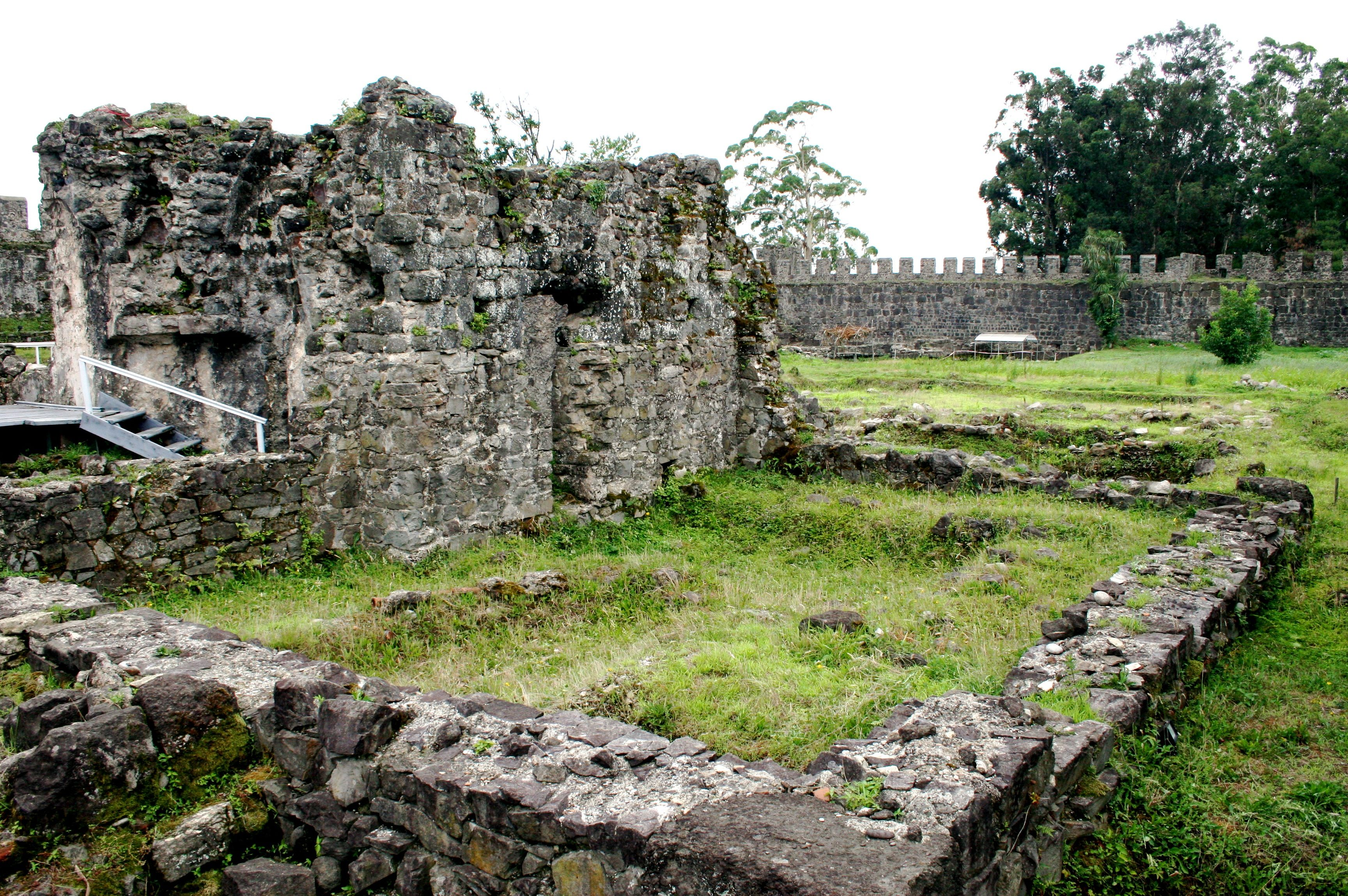
Остов римских бань в крепости

Крепость Гонио (груз. გონიოს ციხე), ранее называлась Апсаре, Апсара или Аспарунт) была римским форпостом в Лазике, на берегу Чёрного моря, 15 км к югу от Батуми (Аджария), в устье реки Чорохи. Село находится в 5 километрах к северу от турецкой границы.

## Этимология
«Апсар» переводится с древнегреческого как «пятнистый». 

## История
Первое упоминание крепости принадлежит Плинию Младшему (I век н. э.). Во II веке нашей эры это был хорошо укреплённый римский город в Колхиде. Позднее подпал под влияние Византии. Название «Гонио» впервые упоминается в сообщении трапезундского историка Михаила Панарета в XIV веке. Некоторое время там было место генуэзской торговли. В 1547 году Гонио стал частью Оттоманской империи, это продолжалось до 1878 года, когда после договора Сан-Стефано Аджария стала частью Российской империи.
Город также был известен своим театром и ипподромом. Кроме того, могила Апостола Матфия, избранного в число двенадцати апостолов после предательства Иуды Искариота, предположительно может быть в крепости Гонио. Однако грузинское правительство в настоящее время запрещает проводить раскопки возле могилы. Другие археологические раскопки проводятся в крепости, уделяется особое внимание римским временам.
Гонио в настоящее время испытывает туристический бум. Множество туристов из Тбилиси в летние месяцы пользуются пляжами, которые считаются экологически более чистыми, чем пляжи около Батуми (расположен в 15 км к северу от крепости).